# Alfeld (Mittelfranken)

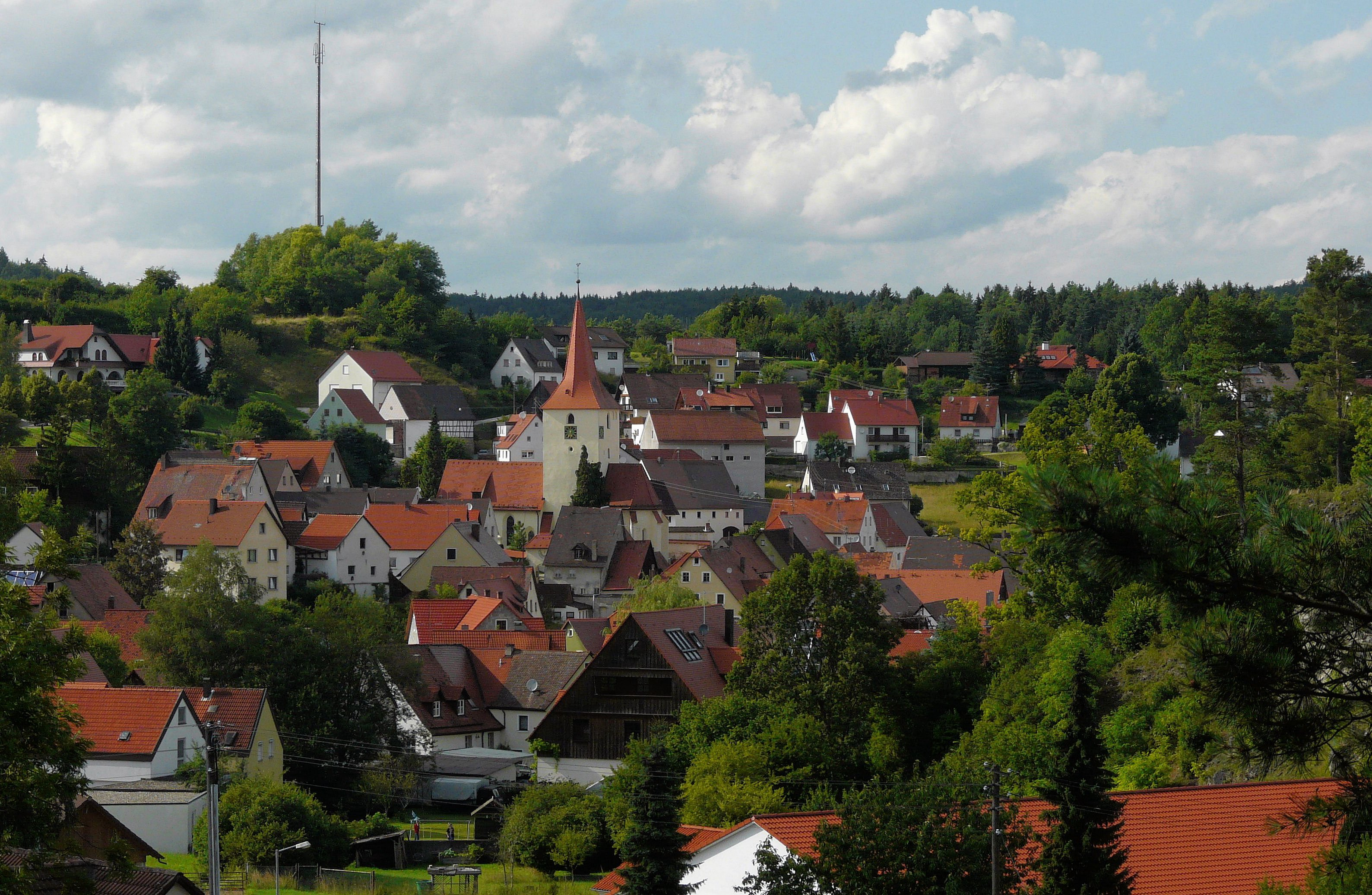
Alfeld

Alfeld ist eine Gemeinde im mittelfränkischen Landkreis Nürnberger Land und ein Mitglied der Verwaltungsgemeinschaft Happurg.

## Geographie

### Lage
Die Gemeinde liegt etwa 35 Kilometer östlich von Nürnberg. Nächste Städte sind Hersbruck und Altdorf, beide circa 13 Kilometer entfernt. Die Topographie von Alfeld weist große Höhenunterschiede auf; der bewegte Landschaftsraum wird als Kuppenalb bezeichnet. Die Gemeinde befindet sich in der schutzwürdigen Landschaft Nördliche Kuppenalb und Vilsplatten.

### Naturräumliche Zuordnung
Naturräumlich gehört Alfeld zur Haupteinheit Mittlere Frankenalb, die nach der naturräumlichen Gliederung Deutschlands (gemäß Meynen/Schmithüsen et al.) Teil der Haupteinheitengruppe Fränkische Alb ist.

### Gemeindegliederung
Es gibt 18 Gemeindeteile (in Klammern ist der Siedlungstyp angegeben):
- Alfeld (Pfarrdorf)
- Claramühle (Einöde)
- Haubmühle (Einöde)
- Kauerheim (Weiler)
- Kirchthalmühle (Einöde)
- Kursberg (Dorf)
- Lieritzhofen (Dorf)
- Nonnhof (Dorf)
- Otzenberg (Einöde)
- Pollanden (Dorf)
- Regelsmühle (Weiler)
- Rosenmühle (Einöde)
- Röthenfeld (Einöde)
- Seiboldstetten (Dorf)
- Waller (Kirchdorf)
- Wettersberg (Weiler)
- Wörleinshof (Weiler)
- Ziegelhütte (Einöde)

Es gibt auf dem Gemeindegebiet die Gemarkungen Alfeld und Pollanden (Gemarkungsteil 0). Die Gemarkung Alfeld hat eine Fläche von 8,591 km². Sie ist in 1640 Flurstücke aufgeteilt, die eine durchschnittliche Flurstücksfläche von 5238,55 m² haben. In ihr liegen neben dem namensgebenden Ort die Gemeindeteile Claramühle, Haubmühle, Kauerheim, Kirchthalmühle, Kursberg, Nonnhof, Otzenberg, Regelsmühle, Rosenmühle und Ziegelhütte.

### Nachbargemeinden
Nachbargemeinden sind (im Norden beginnend im Uhrzeigersinn) Pommelsbrunn, Birgland, Lauterhofen und Happurg.

### Geologie
Die Gemeinde befindet sich in der Fränkischen Alb. Das Mittelgebirge ist Bestandteil des Südwestdeutschen Schichtstufenlandes. Der vielfältig profilierte Landschaftsraum der Gemeinde gliedert sich in drei charakteristische Teilräume, das Albhochland, die Trockentäler und die postglazialen Bachtäler.

#### Albhochland
Das Albhochland wird von Schichten des Weißen Jura (Malm) bestimmt. In der Zeit des Weißen Jura wurde Kalk, insbesondere Riffkalk, durch die Zufuhr von Magnesium in  Dolomitgestein (Frankendolomit) umgewandelt. Bei diesem chemischen Prozess reagierte der Kalk im Meereswasser mit Magnesium-Ionen. Seit der Kreidezeit unterliegen die Weißjuragesteine der Verkarstung. Mächtige Riffdolomite und tafelbankige Dolomite prägen die charakteristische Kuppenlandschaft von Alfeld. Der weiße bis graue Dolomitfelsen tritt an den Talflanken des Gemeindegebiets zu Tage und verleiht dem Landschaftsbild sein besonderes Gepräge. Alfeld weist aufgrund seiner Geologie das typische Relief und die charakteristischen Landschaftsformen der Kuppenalb auf. Neben den markanten Dolomitkuppen bestimmen die sanften Hohlformen die verkarstete Juralandschaft. Die Albhochflächen zeichnen sich infolge der Verkarstung durch eine rezente Wasserarmut aus. Quartäre Alblehme überdecken die Mulden des Hochlandes und bieten aufgrund der besseren Nährstoffversorgung gute landwirtschaftliche Standortbedingungen.

#### Postglaziale Bachtäler
Tief in die Gesteine des Weißen Juras haben sich nacheiszeitliche Bachtäler eingeschnitten. Die überwiegend naturnahen Karstbäche sind lebhaft fließend und klar.

#### Trockentäler, Doline und Karsthöhlen

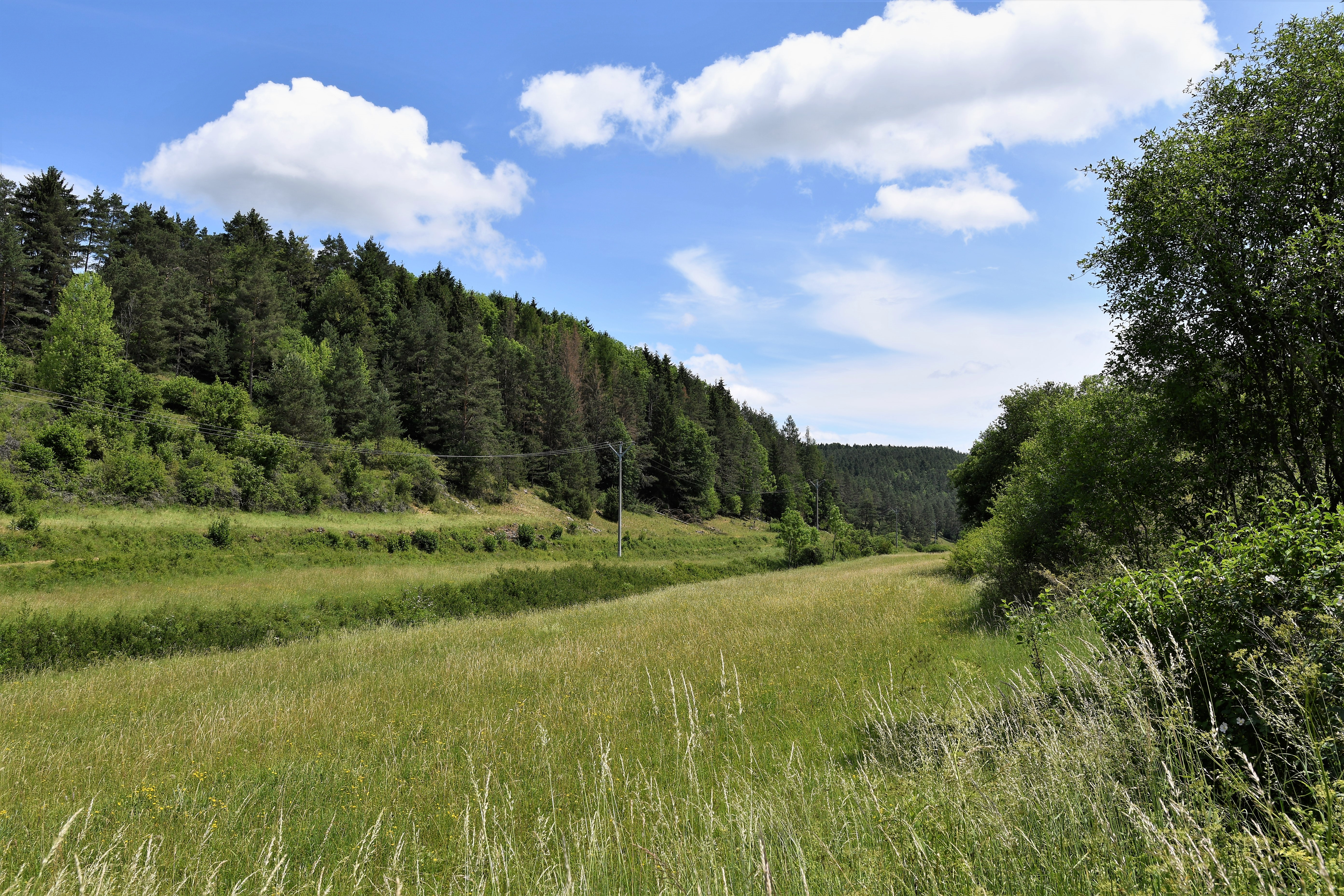
Trockental mit Acker- und Wiesenterrassen sowie Wiesenflächen aus Kalkmagerrasen und Wacholderheiden nördlich von Alfeld (Rinntal bei Alfeld)

Geologische Besonderheiten der Alfelder Karstlandschaft sind das Vorkommen eines Trockentals und das Auftreten von Dolinen und Karsthöhlen. Doline sind trichterförmige Geländeformen, die sich aus Erdfällen infolge von Korrosion oder Auswaschen sowie Nachsacken von Deckschichten in unterirdische Hohlräume entwickelt haben. Eine repräsentative Karsthöhle aus einem Komplex fossiler Schwammriffe des Malm Delta stellt das Alfelder Windloch dar.
Süddeutschland wurde in der Zeit der Unterkreide tektonisch gehoben und die Frankenalb bildete sich als Festland heraus. Aufgrund der feuchttropischen Klimaverhältnisse entstanden typische Kegelkarste. Die anstehende Malmtafel unterlag starken Verkarstungs- und Abtragungsprozessen. Im Zuge dieser Entwicklungen bildeten sich so genannte Poljen und ausgedehnte, tief in den Untergrund reichende Höhlensysteme aus. Die Vielzahl der fränkischen Höhlen und die meisten Hohlraumsysteme sind in der Kreidezeit bereits entstanden. Die rezenten Karstwässer, die Trockentäler und die Dolinen-Bildung sind auf diese erste Verkarstungsphase zurückzuführen. In der Oberkreidezeit kam es zu Meereseinbrüchen aus dem Ostalpen-Karpatenraum nach Ostbayern. Das Unterkreide-Karstrelief wurde vollständig von Oberkreide-Sedimenten verschüttet. Als das Meer im Untercenoman die Täler des Juragebirges überflutete, führte dies zu einem Anstieg des Karstwasserspiegels in der Malmtafel. Die in den Höhlen befindlichen, eisenreichen Verwitterungsprodukte wurden daraufhin in die wassergefüllten Poljen und in die überfluteten Täler am Jura-Ostrand sowie in die Oberpfälzer Bucht verlagert. Zum Ende der Oberkreidezeit sank der Meeresspiegel und das Festland der Frankenalb lag wieder frei. Erosionsprozesse setzten daraufhin ein und die tropischen Klimabedingungen im Paläogen führten zur flächenhaften Korrosion und wiederholten Verkarstung der Malmtafel. Die Oberkreidesedimente wurden permanent erodiert und  korrodiert. Das Oberflächenrelief veränderte sich ständig. Von den höherliegenden Höhlensystemen sind nur noch Reste auf den isolierten Bergkuppen mit meist dünnen Deckschichten erhalten. Die Oberfläche der damaligen Talsysteme, welche heute als Trockentäler in Erscheinung treten, entstanden vermutlich ab der Miozänzeit und seit dem Beginn der Pliozänzeit. Dabei wurden die Kreidesedimente fast vollständig von der Oberfläche ausgeräumt und die unterkretazische Malmkarstoberfläche freigelegt. Dieser geomorphologische Prozess setzte sich bis zum späten Tertiär fort.

### Böden
Auf den kalkhaltigen Jura-Gesteinen haben sich überwiegend flachgründige Rendzina-Böden entwickelt. In den Senken, flachen Tallagen und auf den Albablagerungsflächen kommen die Bodentypen Braunerde und stellenweise Kolluvisol vor.

### Klima

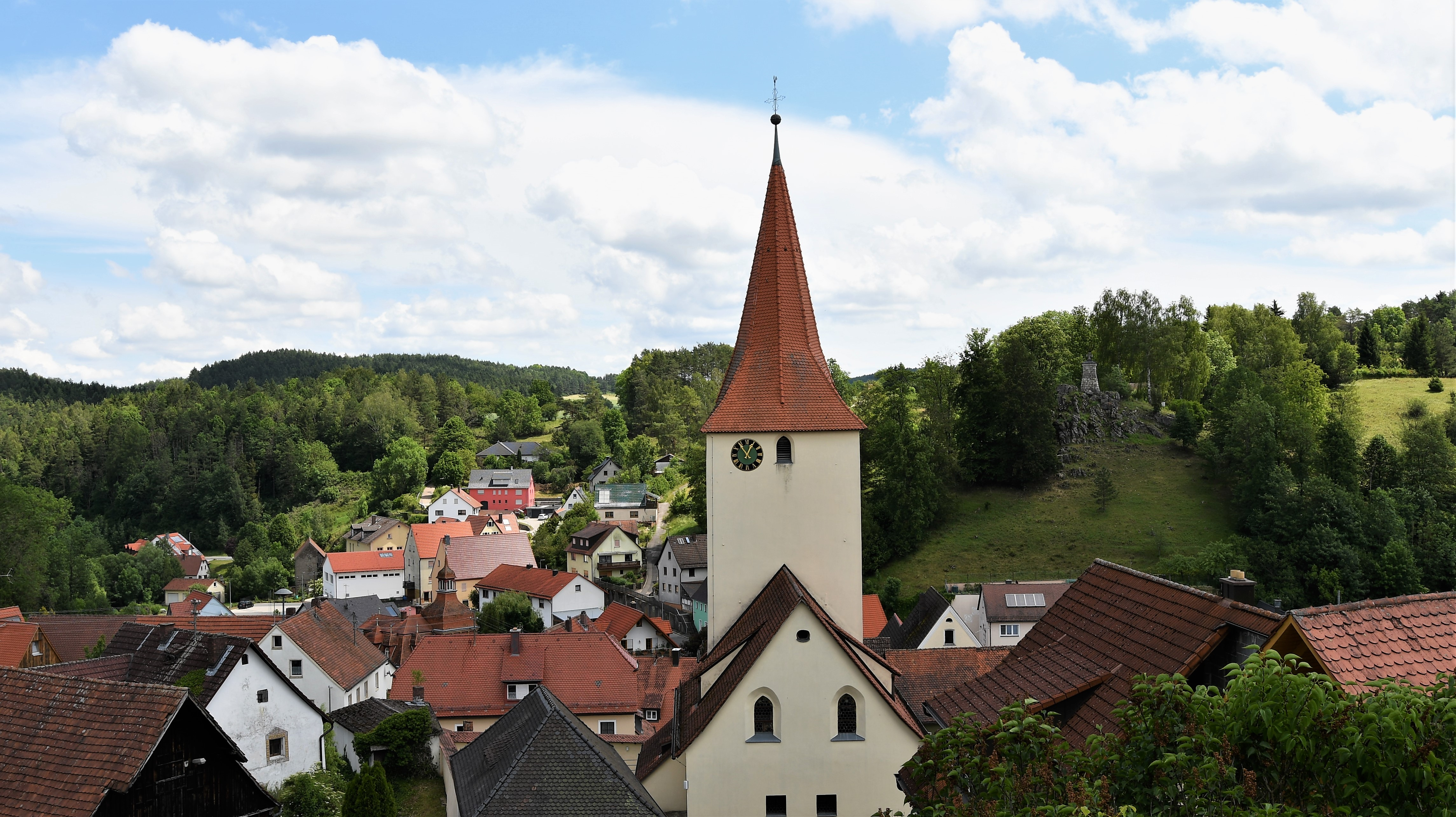
Blick vom Nordwesten auf Alfeld, im Vordergrund befindet sich die St.-Bartholomäus-Kirche und im Hintergrund rechts ist das Kriegerdenkmal erkennbar

Alfeld liegt in der kühl-gemäßigten Klimazone und weist ein humides Klima auf. Der Landschaftsraum der Gemeinde befindet sich im Übergangsbereich zwischen dem feuchten atlantischen und dem trockenen Kontinentalklima. Nach der Klimaklassifikation von Köppen/Geiger zählt Alfeld zum gemäßigten Ozeanklima (Cfb-Klima). Dabei bleibt die mittlere Lufttemperatur des wärmsten Monats unter 22 °C und die des kältesten Monats über −3 °C. Die Niederschlagsmenge beträgt im durchschnittlichen Jahresmittel über 800 mm in Alfeld. Aufgrund des Regenstaus durch den Anstieg der Frankenalb ist die Niederschlagsmenge höher als im fränkischen Vergleich. Eine besondere Wärmegunst weisen die südexponierten Hänge der Täler und Trockentäler auf. Das Hochland der Alb zeichnet sich hingegen durch eine größere Windexposition und ein raueres Klima aus. Die Täler leiten die auf dem Albhochland entstandene Kaltluft ab und führen die Kalt- und Frischluft in die Siedlungen des Pegnitztales.

### Flächennutzung
| Nutzung                      | Hektar |
| ---------------------------- | ------ |
| Wohnbaufläche                | 72     |
| Industrie- und Gewerbefläche | 24     |
| Verkehrsfläche               | 6      |
| Waldfläche                   | 730    |
| Landwirtschaftliche Fläche   | 790    |
| Fläche der Gewässer          | 3      |
| Gesamtfläche                 | 1795   |

Alfeld ist aufgrund seiner Lage und Struktur eine ländlich geprägte Gemeinde. Dies spiegelt sich in der Flächennutzung wider. Wald-, Wiesen- und Ackerflächen (Vegetationsflächen) bilden zusammen 88,7 Prozent der Gemeindefläche, wie die Flächennutzungstabelle zeigt. Die Kommune weist einen hohen Anteil an landwirtschaftlicher Nutzfläche auf, der bei 44 Prozent liegt und damit fast die Hälfte der Gemeindefläche von Alfeld ausmacht. Die Waldflächen nehmen mit 40,7 Prozent einen ebenfalls hohen Flächenanteil ein. Der Anteil der Wohnbauflächen umfasst hingegen lediglich 1,3 Prozent. Industrie- und Gewerbeflächen nehmen einen vergleichsweise geringen Anteil in Höhe von 0,3 Prozent der Gemeindefläche ein. Der Verkehrsflächenanteil liegt bei 3,7 Prozent.

### Schutzgebiete
Nördlich des Dorfes Alfeld ist ein typisches Jura-Trockental der Albhochfläche gelegen, welches als Naturschutzgebiet Rinntal bei Alfeld ausgewiesen ist. Das 33 Hektar große Schutzgebiet erstreckt sich als offener Talraum in Ost-West-Richtung und ist Bestandteil des europäischen Natura 2000-Gebietes Bachtäler der Hersbrucker Alb (FFH-Gebiet Nr. DE6534371).

## Geschichte

### Urgeschichte
Der Landschaftsraum von Alfeld wurde bereits in der Urgeschichte, insbesondere im Jungpaläolithikum und Spätpaläolithikum sowie in der späten Bronzezeit (Urnenfelderzeit) besiedelt. Mehrere Siedlungsplätze, Höhlenfunde, Grabwerke und Hügelgräber wurden in der Gemeinde archäologisch untersucht und entsprechend als Bodendenkmäler qualifiziert.

### Mittelalter
Der Meierhof Lieritzhofen gehörte wie der damalige Bauernhof Aicha zu den Ausstattungsgütern des Klosters Bergen, das im Jahre 976 durch Wiltrud von Bergen gegründet wurde. Somit zählte das gesamte Alfelder Gebiet zum Besitztum des Klosters. Der Bischof von Eichstätt, Gundekar II., weihte in seiner Amtszeit zwischen 1057 und 1075 die ecclesia (Kirche) de Alefelt. Dem Kloster wurden die Besitzungen im 14. Jahrhundert durch das Geschlecht der Schenken von Reicheneck entfremdet. Das Adelsgeschlecht hatte in der Burg Reicheneck ihren Stammsitz. Danach nahmen die Reichsministerialen von Reicheneck die Verwaltung von Alfeld wahr. Sie verfügten auch über einen Eigenhof im Ort, auf dem wahrscheinlich die Lehnsmänner ansässig waren. Die Lehnmänner waren nach Konrads von Alfeld benannt. Die Familie führte einen Wolf im Siegelbild. Die Errichtung eines einfachen befestigten Sitzes im namengebenden Alfeld lässt eine ministeriale Herkunft der Familie vermuten. Der abgängige Ministerialensitz wird beim Anwesen Bierweg 11 vermutet. Für die These spricht die geographische Lage des Grundstücks an der Altstraße, die nach Regensburg und Forchheim führte, und an einem steil abfallenden Felsen, der natürlichen Schutz bot. Der befestigte Bau wurde bereits im Jahre 1504 nicht mehr erwähnt.

### Neuzeit
Am Anfang des 16. Jahrhunderts wurde Alfeld durch die Auswirkungen von Erbfolgekriegen zweigeteilt. Von da an gehörte die westliche Ortshälfte zum Territorium der Reichsstadt Nürnberg, wohingegen die östliche Ortshälfte bei der Oberpfalz verblieb. Die Grenze bildete dabei der mitten durch das Dorf fließende Alfelder Bach.
Diese Zweiteilung hatte drei Jahrhunderte Bestand, ehe es 1806 mit der Rheinbundakte zu einer Wiedervereinigung des Dorfes kam und auch die westliche Ortshälfte an das Königreich Bayern gelangte. Wenige Jahre später wurde Alfeld entgegen dem Willen seiner Einwohner dem oberpfälzischen Landgericht Sulzbach zugeordnet. Mit dem Gemeindeedikt von 1818 entstand im Zuge der Verwaltungsreformen in Bayern die Ruralgemeinde Alfeld. Erst nach langen Bemühungen wurde Alfeld 1911 wieder dem damaligen Bezirksamt Hersbruck zugeordnet, aus dem später der Landkreis Hersbruck wurde.
Vor der Gemeindegebietsreform bestand Alfeld neben dem Hauptort aus den Gemeindeteilen Haubmühle, Kauerheim, Kirchthalmühle, Kursberg, Otzenberg, Rosenmühle, Wetzlasmühle (Schwarzmühle) und Ziegelhütte. Am 1. April 1971 wurde die Gemeinde Pollanden mit acht Gemeindeteilen eingegliedert, Gotzenberg kam später zu Happurg. Am 1. Januar 1972 kamen die Gemeindeteile Claramühle und Regelsmühle der Gemeinde Heldmannsberg hinzu. Alfeld ist die zweitkleinste Gemeinde des Landkreises. Die Einwohnerzahl stagniert nahezu. Auf dem Gebiet der Gemeinde wurden 1970 1115 und im Jahr 2008 1138 Einwohner gezählt.

## Politik
- FW: 7
- CSU: 5

### Gemeinderat
Der Gemeinderat hat 12 Mitglieder. Weiteres Mitglied und Vorsitzender des Gemeinderates ist der Bürgermeister. Bei der Kommunalwahl vom 15. März 2020 haben von den 915 stimmberechtigten Einwohnern in der Gemeinde Alfeld 708 von ihrem Wahlrecht Gebrauch gemacht, womit die Wahlbeteiligung bei 77,38 % lag.

### Bürgermeister
- 2002–2020: Karl-Heinz Niebler CSU
- 2020–0000: Yvonne Geldner-Lauth (FW)

Bei der Kommunalwahl vom 15. März 2020 wurde Yvonne Geldner-Lauth (FW) mit 53,69 % der Stimmen gewählt.

### Wappen
|                                                                                           | Blasonierung: „Gespalten durch einen blauen Bach, vorne in Schwarz ein halber, rotbewehrter goldener Löwe, hinten fünfmal schräg geteilt von Rot und Silber.“ |
| Das Recht zur Wappenführung wurde der Gemeinde Alfeld zuletzt am 22. August 1951 erteilt. | |

## Sehenswürdigkeiten

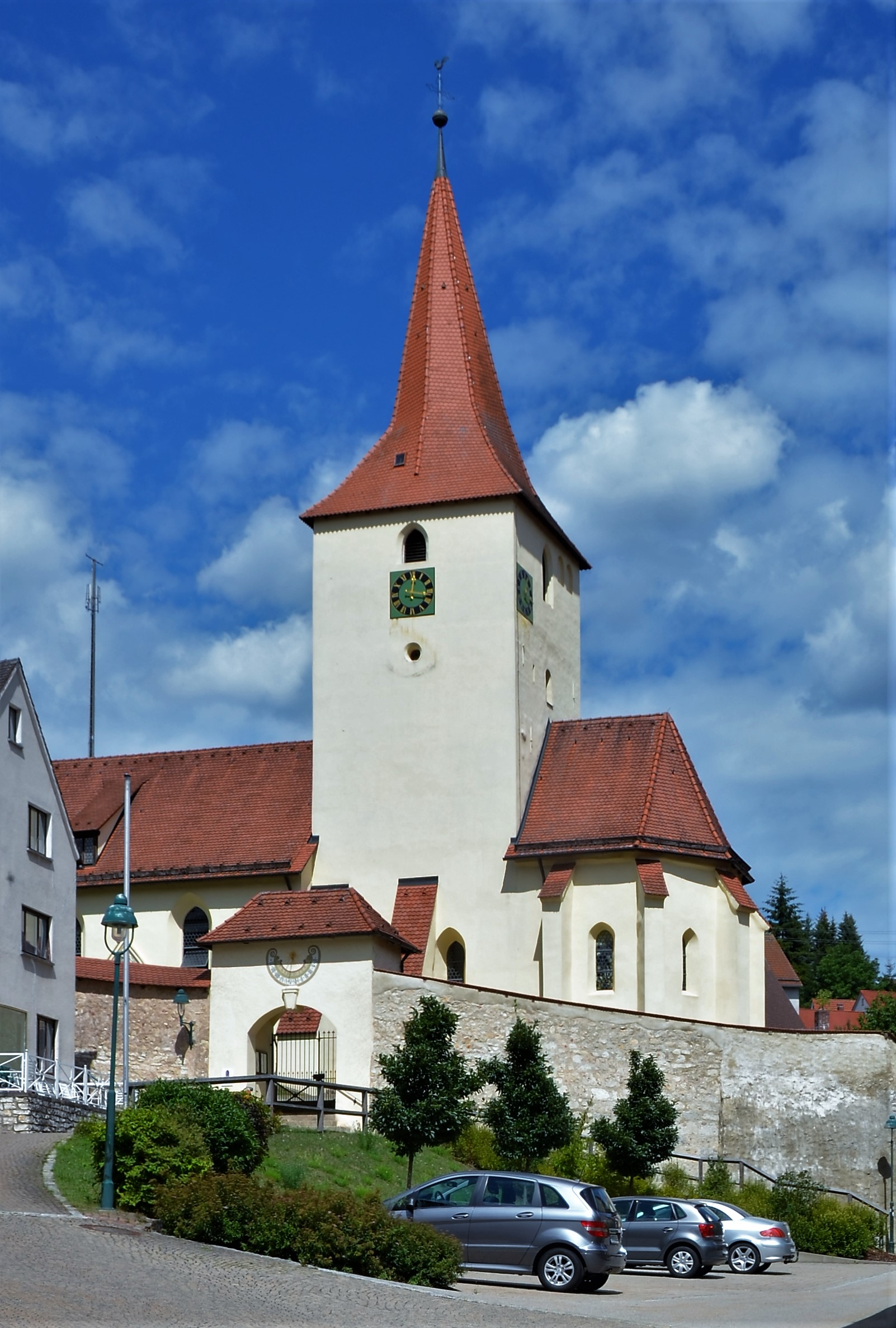
Die St.-Bartholomäus-Kirche

Den dominierenden Mittelpunkt des Ortes bildet die schon 1072 geweihte evangelische Kirche St. Bartholomäus. Um 1450 wurde ihrem romanischen Chor zusätzlich ein gotischer vorgesetzt, 1707/08 wurden das Langhaus mit einer Holztonne überwölbt und die Emporen eingebaut. So entstand ein sehr stimmungsvoller Raum: Auf das hohe Emporenlanghaus folgt torartig der niedrige ehemalige Chor, der sich zum gotischen Ostchor weitet. Besonders sehenswert sind die gotische Figur des Kirchenpatrons, der Altar von 1680 in bewegten barocken Formen und die Kanzel von 1663.
In der Unteren Bachstraße befindet sich eine privat bewohnte, von dem Fabrikanten Georg Burgschmiet 1896 erbaute Neurenaissance-Villa. Für das Anwesen wurde 2004 von der Hypo-Kulturstiftung eine Anerkennung ausgesprochen.
In der Nähe von Nonnhof, das früher zum oberpfälzischen Gebertshofen gehörte und erst 1975 zu Alfeld kam, liegt das Naturdenkmal Alfelder Windloch (im Höhlenkataster als E 11 gelistet); mit 2,2 km Länge die zweitlängste bekannte Dolomithöhle in der Frankenalb. Die Höhle ist in der Zeit von April bis Oktober nur von höhlenkundigen Besuchern befahrbar.

## Wirtschaft und Infrastruktur
Die wirtschaftliche Aktivität in Alfeld wird durch Gewerbebetriebe, Kleinhandel und Gastronomiebetriebe bestimmt.

### Verkehr
- Die Autobahn A 6 berührt die Gemeinde im Süden. Die Anschlussstelle Alfeld (AS 63) ist 41 km von Nürnberg entfernt.
- Omnibusverkehr Franken (OVF), Busverbindung ab Hersbruck
- Flughafen Nürnberg

## Bildungseinrichtungen
Es gibt folgende Einrichtungen (Stand 2011):
- Kindergärten: Evangelisches Haus für Kinder Alfeld mit 33 Kindern
- Eine Volksschule mit drei Lehrern und zwei Klassen. Die 1. und 2. sowie die 3. und 4. Klasse werden in kombinierter Form unterrichtet.

## Vereine und Freizeit
1851 wurden die Alfelder Musikanten gegründet. Der älteste Alfelder Verein ist der 1852 gegründete Gesangverein 1852 Alfeld. 1882 wurde die Kriegerkameradschaft Alfeld und Umgebung gegründet, 1903 der Männergesangverein „Liederkranz“ Alfeld. Der 1963 gegründete Sportverein Alfeld 1963 hat rund 400 Mitglieder, die größte Abteilung ist die Fußballabteilung.
Am Wochenende nach dem 24. August wird in Alfeld die Kirchweih gefeiert. Am Kirchweihsonntag wird dabei auch die 1806 erfolgte Wiedervereinigung des Ortes gefeiert, indem vom Schneiderberg zum Kegelberg ein 240 Meter langes Seil mit einem goldenen Buschen gespannt wird. Dieses Seil wird einen Tag danach beim Austanzen des Kirchweihbaumes herabgelassen und einem Kirchweihpaar übergeben.
Die Landschaft um Alfeld bietet für den Wanderer ein umfangreiches Netz gut ausgeschilderter Wanderwege. Diese führen u. a. zu Naturschutzgebieten, zahlreichen Höhlen sowie Bau- und Naturdenkmälern.

## Persönlichkeiten
- Johann Lindner (* 1839 in Alfeld; † 1906 in München), Kupferstecher